# NASA Astronautengroep 20

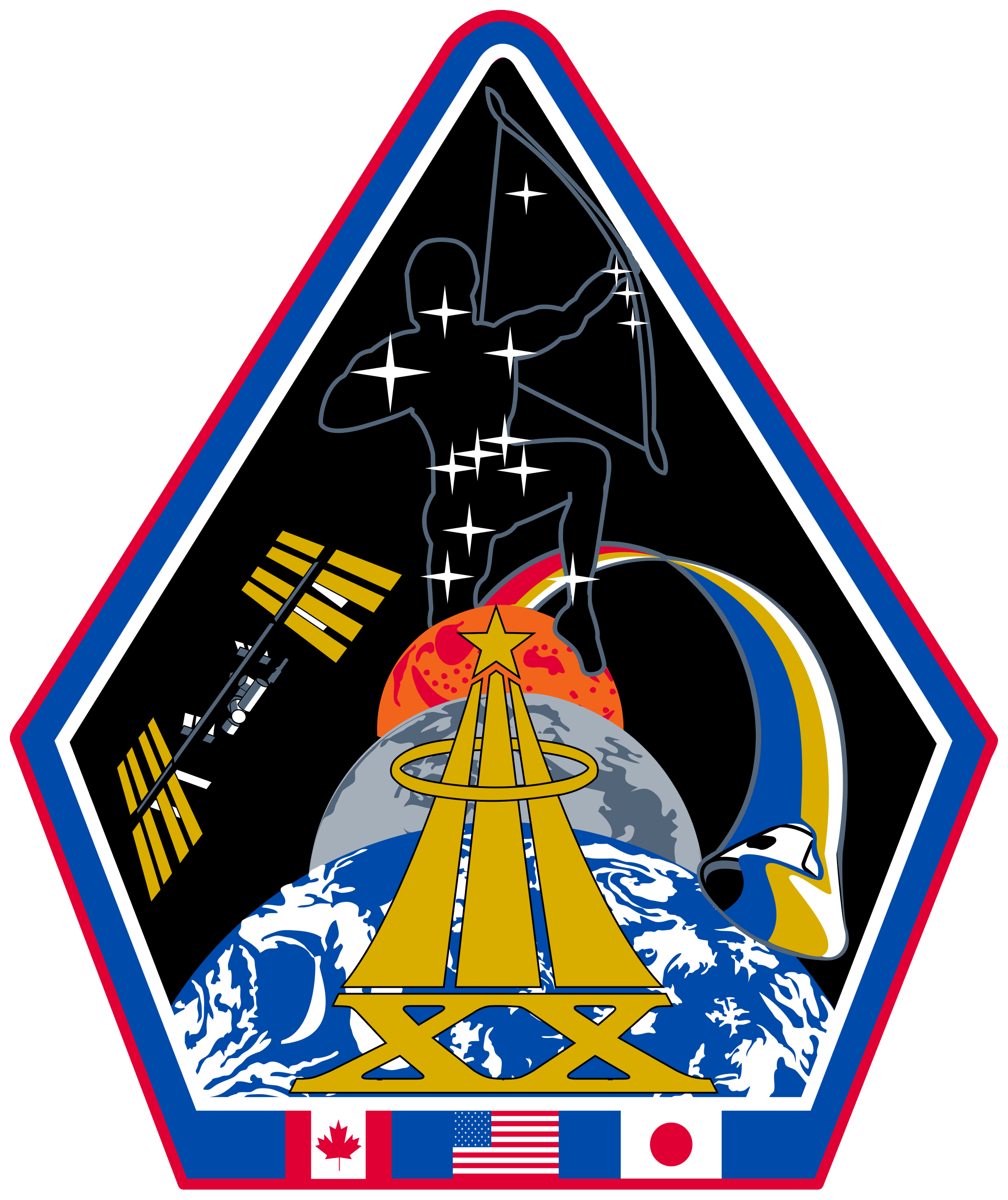
Patch astronautengroep 20

The Chumps was de bijnaam van NASA's twintigste astronautengroep die in 2009 werd geselecteerd. De groep bestond uit veertien personen waarvan er negen werden opgeleid tot missiespecialist en vijf tot internationaal missiespecialist. Deze 14 astronauten zijn in augustus 2009 begonnen met trainen en op 4 november 2011 afgestudeerd als astronaut.
De groep bestond uit:
| Astronaut           | Aantal vluchten | Missies                               |
| ------------------- | --------------- | ------------------------------------- |
| Serena Auñón        | 1               | Sojoez MS-09                          |
| Jeanette Epps       | 1               | SpaceX Crew-8                         |
| Jack Fischer        | 1               | Sojoez MS-04                          |
| Jeremy Hansen       | 0               | Artemis II (planning)                 |
| Michael Hopkins     | 2               | Sojoez TMA-10M, SpaceX Crew-1         |
| David Saint-Jacques | 1               | Sojoez MS-11                          |
| Norishige Kanai     | 1               | Sojoez MS-07                          |
| Kjell Lindgren      | 2               | Sojoez TMA-17M, SpaceX Crew-4         |
| Takuya Onishi       | 1               | Sojoez MS-01, SpaceX Crew-10          |
| Kathleen Rubins     | 2               | Sojoez MS-01, Sojoez MS-17            |
| Scott Tingle        | 1               | Sojoez MS-07, Starliner-1 (planning)  |
| Mark Vande Hei      | 2               | Sojoez MS-06, Sojoez MS-18            |
| Reid Wiseman        | 1               | Sojoez TMA-13M, Artemis II (planning) |
| Kimiya Yui          | 1               | Sojoez TMA-17M                        |